# Guthrie's Memorial

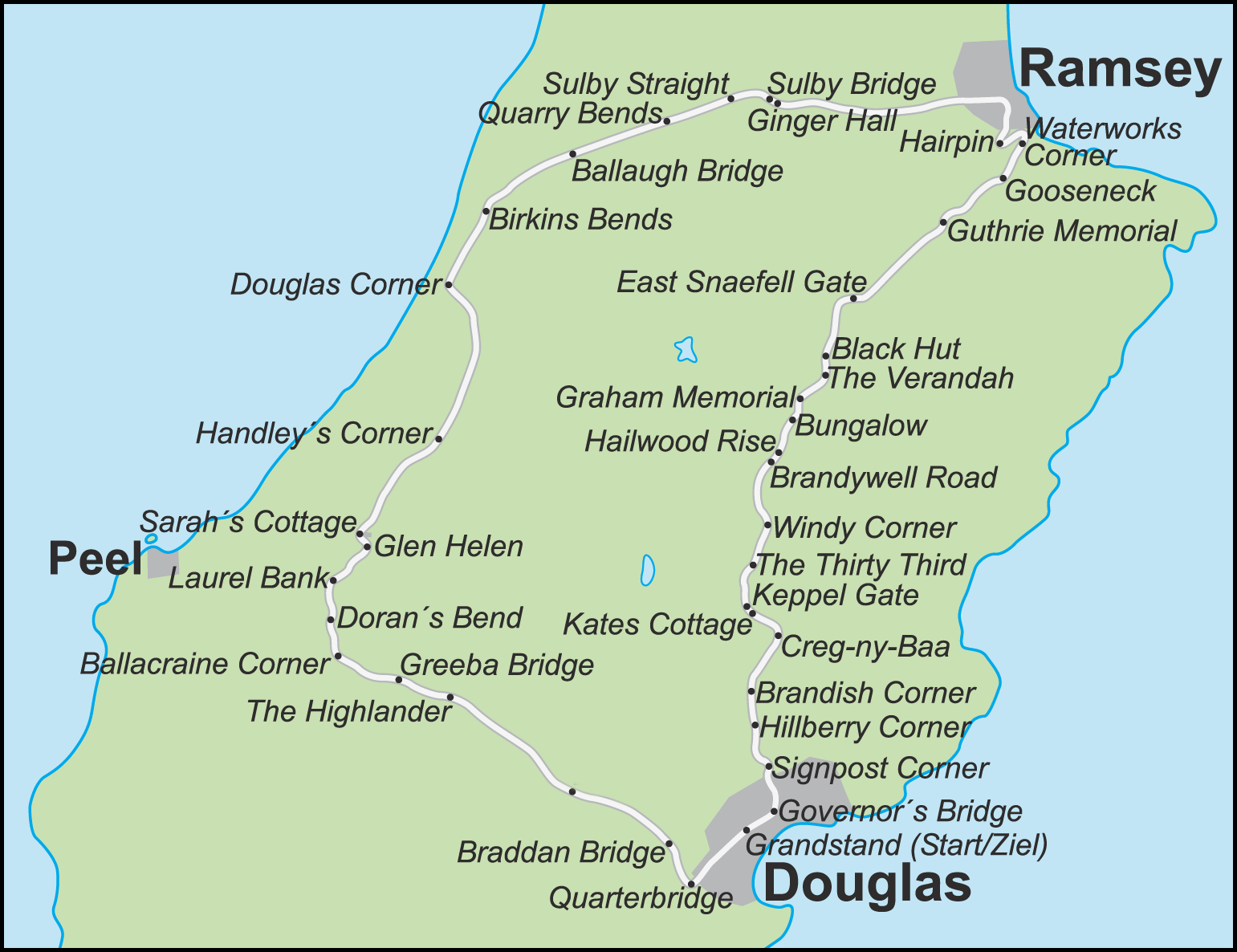
Guthrie's Memorial staat langs het oostelijk deel van het circuit ten zuiden van Ramsey

Guthrie's Memorial (voorheen: "The Cutting") is een monument ter herinnering aan de Schotse motorcoureur Jimmie Guthrie. Het ligt langs de A18 Ramsey - Douglas en daardoor ook langs de Snaefell Mountain Course, het circuit dat gebruikt wordt voor de Isle of Man TT en de Manx Grand Prix. Het is een van de markante punten van het circuit.

## The Cutting
The Cutting ligt ten zuiden van Ramsey, tussen de 26e en 27e mijlpaal onder "the Gooseneck". The Cutting maakte ook deel uit van de Highroads Course en de Four Inch Course, die gebruikt werden voor de Gordon Bennett Trial en de RAC Tourist Trophy van 1904 tot 1922. De A18 werd halverwege de 19e eeuw aangelegd met gebruikmaking van bestaande lokale wegen en ruiterpaden. Er werden een aantal schaapspoorten ingebouwd, zoals de East Mountain Gate, de Beinn-y-Phott Gate en Keppel Gate. Het stuk tussen Keppel Gate en Park Lewellyn werd gebouwd onder verantwoordelijkheid van de Disaforesting Commission uit 1860. Omdat grote delen tussen hoge taluds lopen kreeg de S-bocht de bijnaam "The Cutting" (insnijding). De nabijgelegen taluds worden onofficieel ook wel "Guthrie's Bridge" genoemd.

## Guthrie's Memorial
Markante punten langs de Snaefell Mountain Course krijgen vaak de naam van een coureur die ter plaatse iets heeft meegemaakt, maar zelden die van een daar verongelukte coureur. Jimmie Guthrie kreeg een monument bij The Cutting nadat hij was verongelukt op de Sachsenring in 1937. Bij the Cutting had hij zijn laatste meter in de Senior TT van 1937 gereden, omdat hij daar in de vijfde ronde was uitgevallen. Bovendien kan men vanaf the Cutting bij helder weer Schotland zien liggen. In 1939 werd bij The Cutting het monument opgericht, en vanaf dat moment heet dit deel van het circuit "Guthrie's Memorial". Men hield een inzameling om het monument te bekostigen, maar die bracht 1.500 pond op, veel te veel voor het monument. Daarom werden van het resterende geld bedden voor Nobles Hospital in Douglas gekocht.
Het opschrift op het monument luidt: "James Guthrie 1897–1937, Erected to the memory of Jimmy Guthrie, of Hawick, a brilliant motor cycle rider, famous on the Isle of Man Tourist Trophy Course for his wonderful riding and great sportsmanship. He won the race six times, beat many world's records and was first in numerous foreign races. He died while upholding the honour of his country in the German Grand Prix, August, 1937."

## Andere monumenten
In zijn geboorteplaats Hawick werd een standbeeld voor Jimmie Guthrie opgericht en op de plaats waar hij verongelukte op de Sachsenring ligt een gedenksteen: "The Guthrie Stone".

## Circuitverloop
Vanaf Joey's is de nadering van Guthrie's niet recht. Sommige coureurs vinden dat er twee linker bochten liggen, anderen, zoals Mike Hailwood, Steve Hislop, Tom Herron en John McGuinness vonden dat het er drie waren. Het verschil zit in de manier van benaderen. Wie de eerste twee bochten als één neemt (er zit slechts een kort recht stukje tussen), komt op een andere lijn uit dan wie ze als twee aparte bochten benadert. Vlak vóór Guthrie's zit namelijk nog een klein bochtje naar rechts en de échte rechter bocht wordt voorafgegaan door een klein knikje naar links. De rijlijn kan dus tamelijk ingewikkeld zijn, maar iedereen vindt het belangrijk omdat hier veel tijd te winnen of te verliezen is. Hoe moeilijk het kan zijn blijkt uit een uitspraak van Tom Herron: "Slechts één rijder heb ik Guthrie's goed zien nemen: Mike Hailwood in 1978. Ik probeerde de rijlijn 's nachts in mijn hoofd te prenten, maar de volgende dag was ik het weer vergeten." John McGuinness had jaren nodig om de juiste rijlijn te vinden, ten koste van een aantal beangstigende glijpartijen.

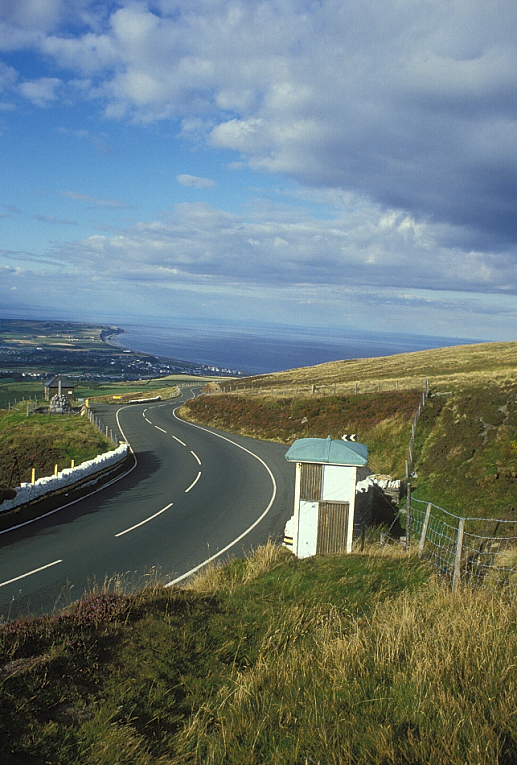
The Cutting met een schuilhut voor de racemarshalls en aan de linkerkant van de weg Guthrie's Memorial
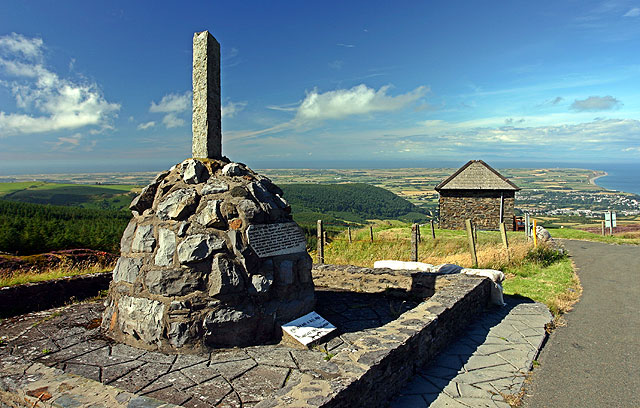
Guthrie's Memorial langs de Snaefell Mountain Course, met op de achtergrond de stad Ramsey
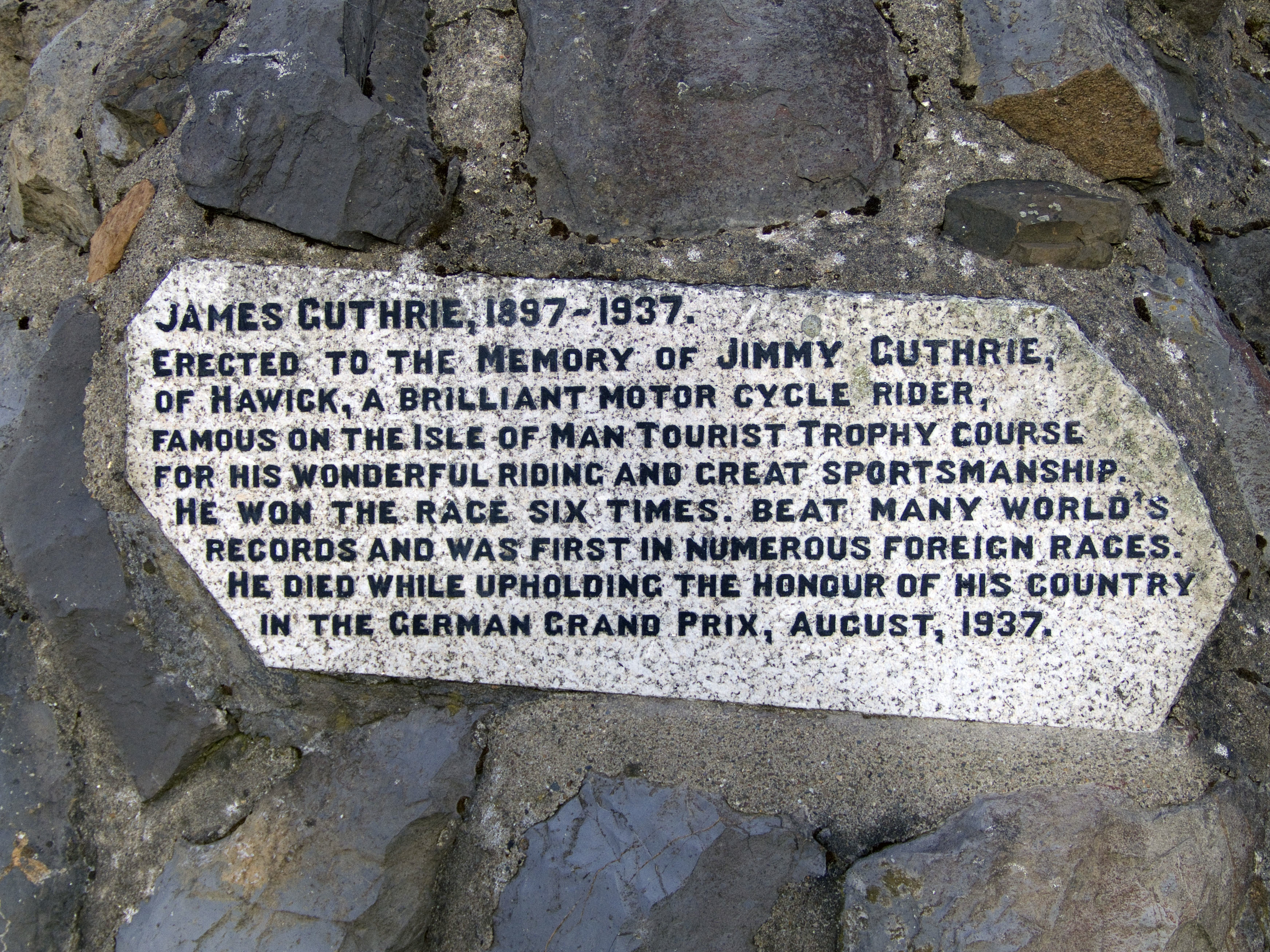
De inscriptie op het monument

(Markante punten in cursief zijn onofficiële punten of worden alleen gebruikt binnen Marshal Sectors)
1e mijl:
TT Grandstand ·
Nobles Park ·
St Ninian's Crossroads ·
Bray Hill ·
Ago's Leap ·
Quarterbridge Road ·
1st Milestone ·
2e mijl:
Wal Handley Memorial Seat ·
Quarterbridge ·
Port-y-Chee Meadow ·
Braddan Bridge ·
Jubilee Oak ·
Braddan Bridge House ·
Braddan Depot ·
Snugborough (Cronk Dhoo) ·
2nd Milestone ·
3e mijl:
Union Mills (Mullen Dhoo, Mwyllin Dhoo Aah, Mullin Doway) ·
Railway Inn ·
Ballahutchin Hill (Elm Bank Hill) ·
3rd Milestone ·
4e mijl:
Ballafreer ·
Glenlough ·
Ballagarey Corner ·
Glen Vine (Glen Darragh) ·
Ballabeg ·
4th Milestone ·
5e mijl:
Crosby ·
Crosby Left (Vicarage Corner) ·
Crosby Cross-Roads ·
5th Milestone ·
6e mijl:
Crosby Hill (Ballaglonney Hill of Halfway Hill) ·
Halfway House (The Waggon & Horses) ·
St Trinian's ·
The Highlander ·
Greeba Verandah ·
Pear Tree Cottage ·
Greeba Castle ·
6th Milestone ·
7e mijl:
Appledene (Shimmin's Corner) ·
Central Valley (Greeba Gap) ·
Greeba Bridge ·
The Hawthorn ·
Knock Breck ·
Gorse Lea ·
7th Milestone ·
8e mijl:
Ballagarraghyn ·
Ballacraine ·
Ballaspur ·
Ballig ·
8th Milestone ·
9e mijl:
Ballig Bridge ·
Doran's Bend ·
Laurel Bank ·
9th Milestone ·
10e mijl
Glen Moar Mill ·
Black Dub ·
Quarter-Distance Marker ·
The Vaish ·
Glen Helen (Glen Rhenass) ·
Sarah's Cottage ·
Creg Willey's Hill ·
10th Milestone ·
11e mijl:
Lambfell Beg ·
Lambfell (Moar) Cottage ·
Cronk-y-Voddy (Cronk-y-Voddy Straight) ·
Cronk-y-Voddy Cross Roads ·
Molyneux's ·
Cronk Bane Farm ·
11th Milestone ·
12e mijl:
Drinkwater's Bend ·
Handley's Corner (Cronk-y-Fedjag, Ballamenagh) ·
12th Milestone ·
13e mijl:
McGuinness's (Shoughlaigue Bridge) ·
Ballaskyr ·
Barregarrow Cross Roads (Cronk Aashen) ·
Barregarrow ·
Little Bray ·
Barregarrow Bottom ·
Cammal Farm ·
Cronk Urleigh ·
13th Milestone ·
14e mijl:
Ballalonna Bridge ·
Westwood Corner ·
Ballakinnag ·
14th Milestone ·
15e mijl:
Douglas Road Corner ·
Glen Wyllin Corner ·
The Mitre ·
Dave Saville Memorial Seat ·
Kirk Michael ·
The White House ·
15th Milestone ·
16e mijl:
Birkin's Bend ·
Rhencullen ·
Bishopscourt ·
Bishopscourt Farm Bends ·
Bishopscourt Straight ·
Orrisdale North ·
16th Milestone ·
17e mijl:
Dub Cottage (Bishop's Dub) ·
Alpine Cottage ·
Balla Cobb ·
17th Milestone ·
18e mijl:
Ballaugh Bridge ·
Ballaugh ·
Gwen's ·
Ballacrye Corner ·
Ballacrye ·
18th Milestone ·
19e mijl:
Quarry Bends ·
Ballavolley ·
Wildlife Park ·
Sulby Straight ·
Half-distance Marker ·
19th Milestone ·
20e mijl:
Sulby ·
Sulby Glen Hotel ·
Sulby Crossroads ·
Sulby Bridge ·
20th Milestone ·
21e mijl:
Ginger Hall ·
Kerrowmoar ·
21st Milestone ·
22e mijl:
Glen Duff ·
Glentramman ·
Temple Corner (Water Through Corner) ·
Glentramman Loop Road ·
Churchtown ·
Caravan ·
22nd Milestone ·
23e mijl:
Lezayre War Memorial ·
Ballakillingan ·
Conker Fields ·
K-tree ·
Sky Hill ·
Milntown Cottage (Pinfold Cottage) ·
Milntown Bridge (Glen Auldyn Bridge) ·
Milntown ·
Gardener's Lane ·
23rd Milestone ·
24e mijl:
Lezayre Road ·
School House Corner (Crossags, Russel's Corner) ·
Parliament Square ·
Queen's Pier Road ·
Ramsey Depot ·
Cruickshanks Corner ·
May Hill ·
24th Milestone ·
25e mijl:
Whitegates ·
Stella Maris ·
Ramsey Hairpin ·
Little Gooseneck ·
Water Works Corner ·
Ballure Reservoir ·
Mountain Section ·
Tower Bends ·
25th Milestone ·
26e mijl:
Gooseneck ·
Joey's (26th Milestone) ·
27e mijl:
Guthrie's Memorial ·
The Cutting ·
27th Milestone ·
28e mijl:
Milligan's Bridge ·
Mountain Mile ·
28th Milestone ·
29e mijl:
Three-Quarter distance marker ·
Mountain Box (East Mountain Gate, East Snaefell Gate) ·
29th Milestone ·
30e mijl:
Casey's (Rice's Corner, George's Folly) ·
Black Hut (Stonebreakers Hut, Shepherd's Hut) ·
John Smyth Memorial Shelter ·
Verandah ·
30th Milestone ·
31e mijl:
Bungalow Bridge ·
Stonebridge ·
Les Graham Memorial ·
Bungalow Bends ·
McIntyre Box ·
Murray's Museum ·
Joey Dunlop Memorial ·
The Bungalow ·
31st Milestone ·
32e mijl:
Hailwood's Rise ·
Hailwood's Height ·
Brandywell (West Mountain Gate, Beinn-y-Phott Gate, Bungalow Gate) ·
Duke's (32nd Milestone) ·
33e mijl:
Windy Corner (Nobles Corner) ·
Nobles Park Road ·
Slieu Lhost Quarry ·
Thirty-Third (33rd Milestone) ·
34e mijl:
Keppel Gate (Clarke's Corner) ·
Kate's Cottage (Shepherd's House) ·
34th Milestone ·
35e mijl:
Creg-ny-Baa (the Keppel Hotel) ·
Gob-ny-Geay (Sunny Orchard) ·
35th Milestone ·
36e mijl:
Brandish Corner (Telegraph Hill, O'Donnell's en Upper Hillberry Corner) ·
Hillberry Corner ·
36th Milestone ·
37e mijl:
Glen Dhoo Farm ·
Hillberry Road ·
Cronk-ny-Mona ·
Johnny Watterson's Lane ·
Signpost Corner ·
Bedstead Corner ·
The Nook ·
37th Milestone ·
38e mijl:
Bemahague ·
Governor's Bridge ·
Governor's Dip ·
Glencrutchery Road ·
38th Milestone